# Xã Nineveh, Quận Lincoln, Missouri
Xã Nineveh (tiếng Anh: Nineveh Township) là một xã thuộc quận Lincoln, tiểu bang Missouri, Hoa Kỳ. Năm 2010, dân số của xã này là 346 người.